# Enese
Enese is een plaats (község) en gemeente in het Hongaarse comitaat Győr-Moson-Sopron. Enese telt 1776 inwoners (2001).